# Psyrassa chemsaki
Psyrassa chemsaki är en skalbaggsart som beskrevs av Toledo 2002. Psyrassa chemsaki ingår i släktet Psyrassa och familjen långhorningar.
Artens utbredningsområde är Guatemala. Inga underarter finns listade i Catalogue of Life.